# 模擬戦
模擬戦（もぎせん、英語: Mock battle）は、実戦（実際の戦闘）を模倣した擬似的な戦闘行為。多く、軍事演習・祭儀・スポーツ・遊戯のために行われる。
ジェームズ・フレイザーは『金枝篇』第4巻「死にゆく神」の中で葬礼競技を取り上げた。タイ属領時代のラオスでは高貴な人物の葬礼のたびにボクシングが行われ、3日間に及ぶ葬礼の中で2人のボクサーの戦いが最も高潮するのは火葬が行われる瞬間であったという。キルギス人は葬礼に際して競馬・射撃試合・格闘試合を行い、バシキール人は葬礼の締めくくりに必ず競馬を行った。北米先住民の葬礼でも競走や射撃は欠かせない要素であった。
ノルベルト・エリアスらによれば、いくつかのスポーツは2人ないし集団の間で行われる模擬的な戦闘というかたちを取り、暴力はルールによって抑制される。